# Hernán Migoya
Hernán Migoya Martínez (Ponferrada, 1971) es un guionista de cómic, de cine y escritor. Criado en Barberá del Vallés, vive entre esta ciudad y Lima.

## Biografía
Fue redactor jefe de la revista El Víbora (1992-98) y editor del fanzine Ojalatemueras. Tradujo para Ediciones La Cúpula toda la obra de Peter Bagge -uno de los maestros del cómic que más admira.
En 2003 fue víctima de un escándalo político. Migoya había publicado un libro de relatos, Todas putas, que pasó inadvertido hasta que su editora, Miriam Tey, fue designada directora del Instituto de la Mujer. 
En el festival de Sitges de 2008 estrenó el largometraje Soy un pelele, dirigido y guionizado por él. La película hizo un engaño a la Administración pública y se estrenó en pocos cines para recibir el dinero público, algo por lo que Migoya se quejó y demandó judicialmente a la productora.

## Estilo e influencias
Sus referentes proceden principalmente de Estados Unidos, tanto en cómic (Frank Miller, Will Eisner, Schulz) como en literatura (Charles Williams, Ambrose Bierce, Kurt Vonnegut, Ken Kesey), así como en cine (Elia Kazan, Tony Scott, Charlton Heston, Jim Carrey). Tampoco falta en su imaginario la cultura europea (Alan Moore, Oscar Wilde, Gastón Leroux, Milan Kundera, Lino Ventura). Actualmente se nutre —más que antes— de la cultura iberoamericana, desde sus escritores (Mario Vargas Llosa, Jaime Bayly), y hasta de la música y del género musical reguetón.
Considerándose 'provocador por naturaleza', Migoya ataca los tabúes de las sociedades española y occidental a base de personajes individualistas, mezcla de emociones intensas y un humor muy cínico.

## Cómic
| Años      | Título                                  | Dibujante        | Publicación            | Editorial      | Premios                                                                     |
| --------- | --------------------------------------- | ---------------- | ---------------------- | -------------- | --------------------------------------------------------------------------- |
| 1993      | El amor de mi vida                      | Luis Tobalina    |                        | La Cúpula      |                                                                             |
| 2000      | La salida de la clase                   | Rubén            |                        |                | Mejor Álbum Erótico por votación popular en el Salón del Cómic de Barcelona |
| 2001      | El Hombre con Miedo                     | Man              | Brut Comix (2 números) | La Cúpula      | Mejor guion en el Salón del Cómic de Barcelona                              |
|           | Desalmado                               | Perro            | El Víbora              | La Cúpula      |                                                                             |
| 2002      | Hedonistas                              | Sergio Córdoba   |                        | Aralia         |                                                                             |
| 2002      | Kung Fu Kiyo                            | Man              |                        | La Cúpula      |                                                                             |
| 2004      | Final feliz                             | Rayco            |                        | De Ponent      |                                                                             |
| 2005      | Arsesino: de terrorista a rey de España | Enric Rebollo    |                        | La Cúpula      |                                                                             |
| 2005-2006 | Ari, la salvadora del Universo          | Man              | 2 álbumes              | Glénat España  |                                                                             |
|           | Asia                                    | Marcelo Sosa     | Kiss Comix             |                |                                                                             |
| 2007      | Julito el cantante cojito               | Juaco Vizuete    |                        | De Ponent      |                                                                             |
| 2008      | Olimpita                                | Joan Marín       |                        | Norma          |                                                                             |
| 2010      | Chiqui ¡Bang! ¡Bang!                    | César Carpio     |                        | Glénat España  |                                                                             |
| 2011      | Terra Baixa                             | Quim Bou         |                        | Glénat España  |                                                                             |
| 2011      | Nuevas hazañas bélicas                  | Varios           | Serial                 | Glénat España  |                                                                             |
| 2011      | Lobos de Arga                           | Rubén            |                        | Glénat España  |                                                                             |
| 2012      | Plagio: El secuestro de Melina          | Joan Marin       | Cómic Europeo (norma)  | Norma          |                                                                             |
| 2015      | Señorita Laura                          | Ricardo Montes   |                        | Planeta        |                                                                             |
| 2017      | Carvalho. Tatuaje                       | Bartolomé Seguí  |                        | Norma          |                                                                             |
| 2019      | Carvalho. La soledad del manager        | Bartolomé Seguí  |                        | Norma          |                                                                             |
| 2019      | Django: La otra cara                    | Joel Pezo        |                        | Planeta Cómics |                                                                             |
| 2021      | El amante de Lady Frankenstein          | Patricia Breccia |                        | Sapristi       |                                                                             |
| 2021      | Carvalho. Los mares del Sur             | Bartolomé Seguí  |                        | Norma          |                                                                             |
| 2023      | Una revolución llamada Rasputín         | Manolo Carot     |                        | Norma          |                                                                             |

## Cine

### Guiones
- Alba¸ proyecto de Fausto Producciones.
- ¡Soy un pelele!, para Iris Star.
- Adaptación de Kung Fu Kiyo para Zebra Producciones.
- Hitler in love, para Bouman Studios.

### Dirección
- DNI (16 mm., 1996).
- El desnudo de Jenni (dv, 1998).
- ¡Soy un pelele! (35 mm., 2009).
- La memoria histórica (HD., 2012). Capítulo para el largometraje colectivo Barcelonorra

## Libros
- ¡Desnudas!, libro teórico sobre cultura pop.
- Charles Williams: La tormenta y la calma, biografía del escritor estadounidense Charles Williams.
- Chiqui Martí: Piel de ángel, biografía de la conocida estríper española.
- Todas putas, libro de relatos.
- Observamos cómo cae Octavio, novela. (Martínez Roca, 2005).
- Putas es poco, continuación de su obra Todas putas.
- Quítame tus sucias manos de encima, novela.
- Una, grande y zombie, novela.
- 50 peruanas de Bandera
- El hombre que era rejoven
- Deshacer las Américas (Ed. Hermenaute, 2016)
- Los que murieron te saludan
- Baricentro (Reservoir Books, 2020).
- Y si quieren saber de nuestro pasado (Editorial DQ, 2021)
- Cleo (Editorial Laertes, 2022)